# آيفون 14
آيفون 14 (بالإنجليزية: iPhone 14) وآيفون 14 بلس (iPhone 14 Plus) هم عبارة عن هواتف ذكية تم تصميمها وتطويرها وتسويقها بواسطة أبل. إنهم الجيل السادس عشر من أجهزة آيفون، خلفًا لآيفون 13. تم الكشف عنهم في حدث أبل في أبل بارك في كوبرتينو، كاليفورنيا في 7 سبتمبر 2022، إلى جانب آيفون 14 برو وآيفون 14 برو ماكس ذات الأسعار الأعلى، وسيتم إطلاقها مع آي أو إس 16. ستبدأ الطلبات المسبقة لجهاز آيفون 14 وآيفون 14 بلس في 9 سبتمبر 2022. ستكون الهواتف متاحة في 16 سبتمبر 2022 لأجهزة آيفون 14 و 7 أكتوبر 2022 لجهاز آيفون 14 بلس.
يعتبر آيفون 14 بلس أول آيفون يستخدم لقب «بلس» منذ آيفون 8 بلس في عام 2017.

## تاريخ
وفقًا لبعض الشائعات التي تم إصدارها في وقت سابق من حدث "Far Out"، بدأ خليفة طرازات آيفون 13 في التطوير ليأتي بحجمين للعرض بما في ذلك 5.4 بوصة و 6.1 بوصة. ومع ذلك، أعلنت أبل أنه لن يتم كشف النقاب عن آيفون 14 ميني جديد في حدث أبل "Far Out"، والذي سيركز بدلاً من ذلك على طراز آيفون الجديد منخفض الجودة المسمى آيفون 14 بلس (المعروف سابقًا باسم آيفون 14 ماكس وفقًا للشائعات التي صدرت في وقت مبكر).
تم الإعلان رسميًا عن آيفون 14 وآيفون 14 بلس إلى جانب آيفون 14 برو وآيفون 14 برو ماكس، أبل واتش سيريس 8، الجيل الثاني من أبل واتش إس إي، أبل واتش ألترا، والجيل الثاني من اير بودز برو والتحديث الجديد لـ آبل فتنس+ عبر حدث صحفي افتراضي تم تصويره وتسجيله في أبل بارك في كوبرتينو، كاليفورنيا في 7 سبتمبر 2022. ستبدأ الطلبات المسبقة في 9 سبتمبر الساعة 5:00 صباحًا بتوقيت المحيط الهادئ الصيفي. يبدأ السعر من 799 دولارًا أمريكيًا لآيفون 14 و 899 دولارًا أمريكيًا لآيفون 4 بلس. يتوفر للإطلاق اعتبارًا من 16 سبتمبر لآيفون 14 و 7 أكتوبر لآيفون 14 بلس.

## تصميم
يتوفر آيفون 14 بستة ألوان: الأزرق، البنفسجي، الأصفر، منتصف الليل، ضوء النجوم، وبرودكت رد (الأحمر). اللون الأرجواني هو لون جديد يحل محل اللون الوردي.
| لون | اسم              |
| --- | ---------------- |
|     | أزرق             |
|     | أرجواني          |
|     | منتصف الليل      |
|     | ضوء النجوم       |
|     | برودكت رد (أحمر) |

## مواصفات

### عتاد
يستخدم آيفون 14 وآيفون 14 بلس نظام أي 15 بايونِك من تصميم آبل على شريحة، وهو نفس المستخدم في 2021 آيفون 13 برو و 13 برو ماكس. يتميز آيفون 14 و 14 بلس بوحدة معالجة مركزية سداسية النواة ووحدة معالجة رسومات خماسية النواة ومحرك عصبي 16 نواة.

### شاشة
يتميز آيفون 14 6.1 بوصة (15 سـم) بتقنية Super Retina XDR OLED بدقة 2532 × 1170 بكسل وكثافة بكسل تبلغ حوالي 460 بكسل لكل بوصة مع معدل تحديث 60 هرتز. يتميز آيفون 14 بلس بشاشة 6.7 بوصة (17 سـم) بنفس التقنية بدقة 2780 × 1284 بكسل وكثافة بكسل تبلغ حوالي 458 بكسل لكل بوصة. يحتوي كلا الطرازين على شاشة Super Retina XDR OLED مع سطوع نموذجي يصل إلى 800 شمعة، وحد أقصى سطوع يصل إلى 1200 شمعة.

### كاميرات
يتميز آيفون 14 و 14 بلس بنفس نظام الكاميرا مع ثلاث كاميرات: كاميرا أمامية واحدة (12 ميجابيكسل f / 1.9)، وكاميرتان خلفيتان: واسعة (12 ميجابيكسل f / 1.5) وكاميرا عريضة للغاية (12 ميجابيكسل f / 2.4). الكاميرا الأمامية مزودة بضبط تلقائي للصورة لأول مرة وفتحة عدسة أسرع. تحتوي الكاميرا العريضة أيضًا على فتحة عدسة أسرع لتحسين تجميد الحركة.
يحتوي تطبيق الكاميرا أيضًا على وضع تثبيت فيديو متقدم جديد يسمى Action Mode.

### برمجة
سيتم شحن آيفون 14 و 14 بلس مع آي أو إس 16.